# Kaufungen
Kaufungen è un comune tedesco di 12 764 abitanti, situato nel land dell'Assia.

## Amministrazione

### Gemellaggi
- Bertinoro